# Ањијер
Ањијер (фр. Agnières) насеље је и општина у североисточној Француској у региону Север-Па де Кале, у департману Па де Кале која припада префектури Арас.
По подацима из 2011. године у општини је живело 242 становника, а густина насељености је износила 74,46 становника/km². Општина се простире на површини од 3,25 km². Налази се на средњој надморској висини од 90 метара (максималној 131 m, а минималној 87 m).

## Демографија
| 1962. | 1968. | 1975. | 1982. | 1990. | 1999. | 2011. |
| ----- | ----- | ----- | ----- | ----- | ----- | ----- |
| 148   | 153   | 170   | 174   | 185   | 150   | 242   |

График промене броја становника у току последњих година